# Before You Say I Do
Before You Say "I Do", título provisório Then Again (Brasil: Tudo Pode Mudar ) é um telefilme estadunidense dirigido por Paul Fox. Ele estreou no Hallmark Channel em 14 de fevereiro de 2009.

## Sinopse
George Murray está namorando a sua namorada Jane Gardner por um tempo e agora está disposto a propor casamento. Mas Jane não pode levar-se a se casar novamente depois que seu primeiro marido Doug partiu seu coração a traindo. Desesperadamente apaixonado, George deseja que as coisas fossem diferentes: a de que ele conheceu Jane antes de casar com Doug, fazendo-a não ter ficado com este trauma. Depois de um acidente de carro, George encontra-se exatamente dez anos atrás no tempo, apenas alguns dias antes do casamento de Doug e Jane. Ele vai para o seu trabalho, que é em um prédio do jornal, Don't Throw Away, e Jane "conhece" a ele. George também se vinga em um cara no trabalho que roubou planos dele e de seu amigo Harvey e causou-lhe para não conseguir a promoção que ele estava querendo. Amiga de Jane, Mary Brown, sabe tudo sobre Doug traindo Jane, mas ela não pode dizer a Jane. Ela e George falam sobre isso e pretende encontrar Jane para ela saber sobre Doug e amante. Mary Jane quer ir com George, já que ela despreza Doug por trair sua melhor amiga. Na casa do casamento de Doug e Jane, Jane descobre sobre Doug e despeja-lo por George. Eles fogem em seu carro, sendo perseguido o tempo todo por Doug. Eles entram em um pequeno acidente e George acorda 10 anos no futuro, a partir de onde ele está. Ele e Jane são casados e estão comemorando seu 10º aniversário com uma renovação de seus votos. Mary casou-se com o amigo de George, Harvey.

## Elenco
- David Sutcliffe como George Murray
- Jennifer Westfeldt como Jane Gardner
- Lauren Holly como Mary Brown
- Jeff Roop como Doug